# Сужан Перера
Вірасінге Сіннатх Томмелаж Дон Сужан Перера або просто Сужан Перера (нар. 18 липня 1982) — ланкіський футболіст, воротар воротар мальдівського «Клаб Іглс».

## Клубна кар'єра
З 2011 року виступав на батьківщині, у клубі «Калутара Парк». У 2015 році переїхав на Мальдіви, де уклав контракт з «Клаб Іглс».

## Кар'єра в збірній
З 2011 року викликається до складу національної збірної Шрі-Ланки.